# لوئیز ادواردو فلیکس دا کوستا
لوئیز ادواردو فلیکس دا کوستا (انگلیسی: Luiz Eduardo Felix da Costa؛ زادهٔ ۲۸ آوریل ۱۹۹۳) فوتبالیست اهلبرزیل است.
از باشگاه‌هایی که در آن بازی کرده‌است می‌توان به باشگاه فوتبال سائو پائولو، و باشگاه فوتبال سائو پائولو، اشاره کرد.